# BMW N55
BMW N55 — бензиновый двигатель внутреннего сгорания производства компании BMW, выпускаемый с 2009 по 2017 год. Впервые был представлен на BMW 535i GT. Является первым двигателем с турбонаддувом, системой Valvetronic и непосредственным впрыском топлива.
Двигатель оснащён двумя верхними распределительными валами и алюминиевым картером с блоком цилиндров. Коленчатый вал сделан из литого железа. Его масса легче на 3 кг, чем у BMW N54. Также у двигателя один турбокомпрессор, объединённый с системой Valvetronic.
В 2017 году на смену BMW N55 пришёл BMW B58.

## Технические характеристики
| Тип    | Объём            | Диаметр × Ход поршня | Мощность при об/мин               | Крутящий момент при об/мин                                  | Красная зона | Годы производства |
| ------ | ---------------- | -------------------- | --------------------------------- | ----------------------------------------------------------- | ------------ | ----------------- |
| N55B30 | 3,0 л (2979 см³) | 89,6 × 84 мм         | 225 кВт (306 л. с.) при 5800—6000 | 400 Н*м при 1200—5000                                       | 7100 мин−1   | с 11.2009         |
| N55B30 | 3,0 л (2979 см³) | 89,6 × 84 мм         | 225 кВт (306 л. с.) при 5800—6400 | 400 Н*м при 1200—5000                                       | 7100 мин−1   | с 07.2013         |
| N55B30 | 3,0 л (2979 см³) | 89,6 × 84 мм         | 235 кВт (320 л. с.) при 5800—6000 | 450 Н*м при 1300—4500                                       | 7100 мин−1   | с 03.2011         |
| N55B30 | 3,0 л (2979 см³) | 89,6 × 84 мм         | 240 кВт (326 л. с.) при 5800—6000 | 450 Н*м при 1300—4500                                       | 7100 мин−1   | с 10.2011         |
| N55B30 | 3,0 л (2979 см³) | 89,6 × 84 мм         | 250 кВт (340 л. с.) при 5800—6000 | 450 Н*м при 1300—4500                                       | 7100 мин−1   | с 07.2013         |
| N55B30 | 3,0 л (2979 см³) | 89,6 × 84 мм         | 265 кВт (360 л. с.) при 5800—6000 | 465 Н*м при 1350—5250                                       | 7100 мин−1   | с 10.2015         |
| N55B30 | 3,0 л (2979 см³) | 89,6 × 84 мм         | 272 кВт (370 л. с.) при 6500      | 465 Н*м при 1400—5560 (500 Н*м при 1450—4750 с перегрузкой) | 7100 мин−1   | с 10.2015         |